# Kamov

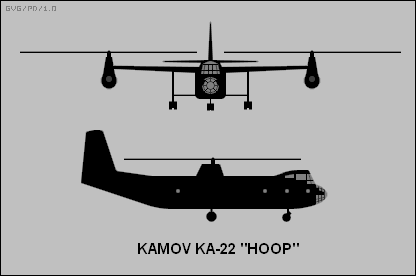
Kamov Ka-22

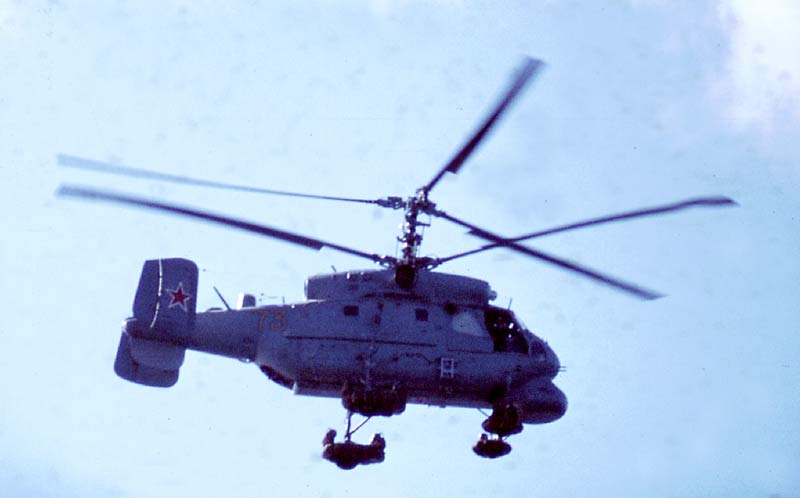
Kamov Ka-25

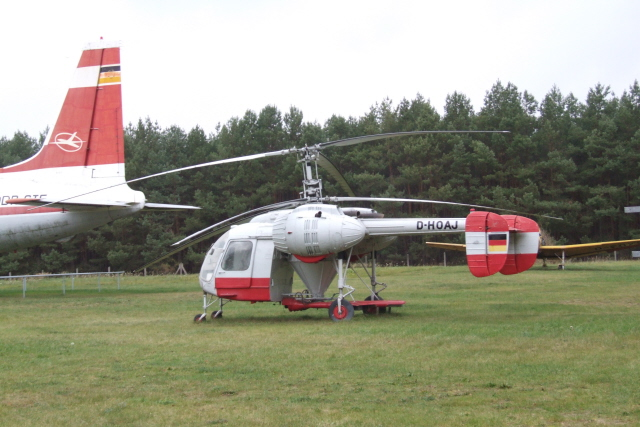
Kamov Ka-26

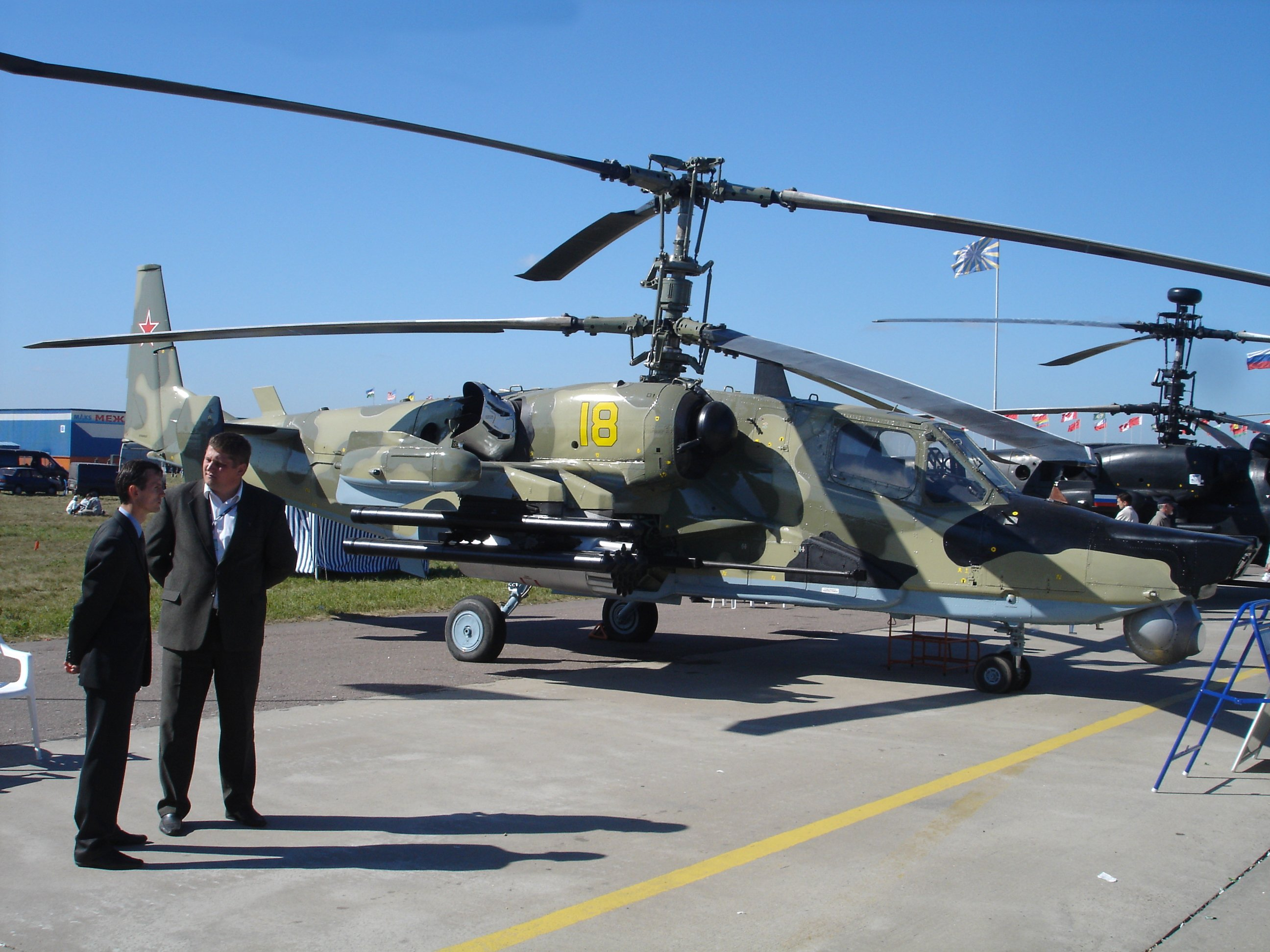
Kamov Ka-50-18

La Kamov (in russo:ОАО «Камов»)  è un'industria russa che produce elicotteri. Prende il nome dal progettista Nikolaj Il'ič Kamov (in cirillico Николай Ильич Камов) che insieme ad un altro ingegnere, Nicolaj Skržinskij (Николай Скржинский), era a capo di un ufficio tecnico di costruzioni sperimentali di elicotteri.
Nel 1940 Kamov costruì il primo autogiro e in seguito l'autogiro modello A-7/3, unico modello di autogiro armato prodotto in quantità limitata. Dal 1940 tutte le macchine prodotte dall'azienda aeronautica russa sono caratterizzati dal prefisso convenzionale OKB Ka. L'azienda si specializzò nella produzione di elicotteri militari navali caratterizzati dall'alta velocità. Gli elicotteri della Kamov spesso adottano una configurazione con due rotori principali, coassiali e contro-rotanti. Con questa scelta progettuale non è necessaria la presenza di un rotore anticoppia sulla coda.
La Kamov assunse la denominazione di Società Aeronautica Kamov (Аэро-Камов Авиакомпания) nel 1994. Nel 2006 si è fusa con le aziende elicotteristiche Mil e Rostvertol confluendo nella azienda nazionale statale russa che riunisce tutti i produttori del settore difesa, Oboronprom (Оборонпром), diventando parte della divisione Elicotteri della Russia Vertolety Rossii (Вертолеты России).

## Prodotti
- Kamov KaSkr-I: 1929 - autogiro militare
- A-7, 1934 - autogiro da ricognizione
- Kamov Ka-8: 1944 - primo elicottero monoposto della Kamov con la soluzione a rotori coassiali; il velivolo usava l'alcool come combustibile
- Kamov Ka-10 Hat: 1949 - elicottero più potente sviluppato sulla base del Ka-8, in seguito è stato modificato nel modello Ka-10M
- Kamov Ka-15 Hen: 1952 - elicottero militare multiuso progettato per l'aeronautica militare sovietica
- Kamov Ka-15M: 1955 - elicottero utility civile sviluppato sulla base militare Ka-1
- Kamov Ka-18 Hog: 1955 - elicottero da trasporto (4 passeggeri)
- Kamov Ka-20 Harp: 1960 - prototipo militare del Ka-25
- Kamov Ka-22 Hoop: 1960 - elicottero cosiddetto Vintokryl. Ha stabilito il record di velocità di 337 km/h il 14 ottobre 1961. È stato costruito in un unico esemplare
- Kamov Ka-25 Hormone-A: 1965 - versione per l'Aeronautica militare sovietica
- Kamov Ka-25T Hormone-B: versione-radar navale
- Kamov Ka-25PS Hormone-C: versione per ricerca e salvataggio
- Kamov Ka-25BSjZ: elicottero-posamine navale
- Kamov Ka-25B Hormone-A: versione anti-sommergibile
- Kamov Ka-25F: versione militare
- Kamov Ka-25V: versione civile (solo prototipo)
- Kamov Ka-25TL: (conosciuto anche come Ka-25TI, Ka-25IV) - versione-spia per rilevamento di missili
- Kamov Ka-26 Hoodlum: 1965 - elicottero utility leggero ampiamente usato dall'Aeroflot (costruito in oltre 850 unità)
- Kamov Ka-27 Helix: 1978 - elicottero da combattimento successivo al Ka-25
- Kamov Ka-28: 1981 - versione del Ka-27 per export
- Kamov Ka-29: 1981 - versione del Ka-27 per trasporto militare
- Kamov Ka-32: 1981 - versione del Ka-27 per trasporto civile
- Kamov Ka-37: elicottero sviluppato insieme con la coreana Daewoo per uso agricolo
- Kamov Ka-50: 1982 - elicottero d'attacco conosciuto anche come V-80, Werewolf o Black Shark (squalo nero)
- Kamov Ka-52 Alligator: 1995 - elicottero d'attacco biposto derivato dal Ka-50
- Kamov Ka-56: elicottero spia lanciato dai sottomarini nucleari attraverso i tubi lanciasiluri da 533mm
- Kamov Ka-58 Black Ghost (Fantasma Nero): elicottero stealth da ricognizione e attacco, nato come risposta all'americano RAH-66 Comanche
- Kamov Ka-60 Killer Whale (orca): 1998 - elicottero da combattimento
- Kamov Ka-62 Kasatka: 1994 - elicottero utility (versione analoga al Mil Mi-8)
- Kamov Ka-64: 1996 - versione civile del modello Ka-60 (il modello sviluppato con l'Agusta adotta motori diversi)
- Kamov Ka-92: 2007 - progetto dell'elicottero civile con la capacità fino a 30 passeggeri che possono essere trasportati alla distanza di 700 km con una velocità di 500 km/ora[1]
- Kamov Ka-115 Moskvichka (Moscovita): elicottero utility
- Kamov Ka-116: elicottero con motore turboalbero derivato dal Ka-26
- Kamov Ka-118: elicottero militare medio leggero
- Kamov Ka-126 Hoodlum: 1988 - elicottero utility derivato dal Ka-26
- Kamov Ka-136: elicottero derivato dal Ka-52
- Kamov Ka-137: elicottero derivato dal Ka-37
- Kamov Ka-215: elicottero bimotore derivato dal Ka-115
- Kamov Ka-226: 1994 - elicottero bimotore derivato dal Ka-126
- Kamov V-50: elicottero-prototipo d'attacco con rotore in tandem